# Dmytro Jeremenko
Dmytro Serhijowycz Jeremenko, ukr. Дмитро Сергійович Єременко (ur. 20 czerwca 1990 w Charkówie) – ukraiński piłkarz grający na pozycji pomocnika.

## Kariera piłkarska

### Kariera klubowa
Wychowanek DJuSSz-13 w Charkówie, a potem UFK Charków. Występował w juniorskich mistrzostwach Ukrainy (DJuFL) w klubach UFK Charków i Wołyń Łuck. Karierę piłkarską rozpoczął 20 marca 2007 w Wołyni Łuck, skąd latem przeszedł do Dynama Kijów. 16 września 2007 rozegrał pierwszy mecz w składzie Dynamo-2 Kijów. Występował również w rezerwowej drużynie Dynama. Latem 2009 do końca roku został wypożyczony do Wołyni Łuck. W sierpniu 2010 przeszedł do Metałurha Zaporoże. W lipcu 2011 podpisał 3-letni kontrakt z Metalistem Charków, ale już po roku został wypożyczony na pół roku do Worskły Połtawa. We wrześniu 2013 został wypożyczony do Bohemians 1905. 25 lipca 2014 jako wolny agent zasilił skład Olimpika Donieck. Podczas przerwy zimowej sezonu 2014/15 opuścił doniecki klub i potem wyjechał do Białorusi, gdzie został piłkarzem FK Słuck. 5 sierpnia 2015 dołączył do Howerły Użhorod. 7 lipca 2016 został piłkarzem klubu Obołoń-Browar Kijów.

### Kariera reprezentacyjna
Występował w juniorskich reprezentacjach U-17, U-18 oraz U-19.

## Sukcesy

### Sukcesy klubowe
- wicemistrz Ukraińskiej Pierwszej Lihi: 2010

### Sukcesy reprezentacyjne
- mistrz Europy U-19: 2009